# Versailles 400 Live
Versailles 400 Live (o simplemente Versailles 400) es el noveno álbum en vivo del músico y compositor francés Jean-Michel Jarre, lanzado en las plataformas streaming de música el 23 de febrero de 2024. Contiene de forma íntegra el concierto realizado en el palacio de Versalles el 25 de diciembre de 2023, en el contexto del aniversario N° 400 del palacio; el cual además se dio por medio de realidad virtual, por lo que se transformó en un concierto "hibrido".
El concierto fue transmitido en simultáneo el mismo día por televisión dentro de Francia. Además, para el resto del mundo Jarre anunció su transmisión simultánea por YouTube, sin embargo, por fallas técnicas no pudo realizarse. No obstante, el 26 de diciembre se anunció que se subiría la transmisión finalmente. Ante ello y los positivos comentarios recibidos, Jean-Michel el 19 de febrero de 2024 anunció por sus redes sociales el lanzamiento del álbum Versailles 400 Live el 23 de febrero por las plataformas streaming, junto con el "making-of" del concierto por YouTube.
En este concierto se interpretó la canción «La Marche pour la cérémonie des Turcs», parte de la obra de comedia-ballet de 1670 "Le Bourgeois gentilhomme", musicalizada por Jean‐Baptiste Lully; y que en el álbum aparece nombrada como «Le Château» (por el nombre en francés del palacio "Château de Versailles"). Además, se interpretaron por primera vez en vivo el sencillo «Epica Oxygene» (remix entre los temas «Epica» del álbum Oxymore, y «Oxygene 4» del álbum Oxygene), el cual posteriormente se lanzaría en versión estudio el 26 de enero de 2024; y el tema «Falling Down» del álbum Electronica 2: The Heart of Noise, que no había sido interpretado en la gira "Electronica Tour". También en este concierto se interpretaron los temas «Oxygene 2», «Equinoxe 4», y «Chronologie 6» en las versiones del álbum recopilatorio A.E.R.O., a 19 años del lanzamiento de dicho álbum, los cuales fueron interpretados por última vez el 2006. A la fecha del lanzamiento de Versailles 400 Live, aún no está en las plataformas streaming el recopilatorio A.E.R.O., ni los dos álbumes en vivo lanzados posteriormente al mismo, por lo que es primera vez que en plataformas se publican estas versiones.

## Lista de temas
| Versailles 400 Live |                                            |          |  |
| N.º                 | Título                                     | Duración |  |
| 1.                  | «Le Château»                               | 2:27     |  |
| 2.                  | «Epica Oxygene»                            | 3:15     |  |
| 3.                  | «The Opening» (a.k.a. «Coachella Opening») | 3:43     |  |
| 4.                  | «Oxygene 2»                                | 6:41     |  |
| 5.                  | «Equinoxe 4»                               | 5:21     |  |
| 6.                  | «Equinoxe 7»                               | 3:33     |  |
| 7.                  | «Industrial Revolution, part 2»            | 2:59     |  |
| 8.                  | «Chronology» (a.k.a. «Chronologie 6»)      | 5:49     |  |
| 9.                  | «The Architect» (ft. Jeff Mills)           | 3:34     |  |
| 10.                 | «Oxygene 19»                               | 3:13     |  |
| 11.                 | «Zero Gravity» (Above & Beyond remix)      | 4:54     |  |
| 12.                 | «Falling Down»                             | 3:27     |  |
| 13.                 | «Stardust» (ft. Armin Van Buuren)          | 4:42     |  |